# Drepanolejeunea hamatifolia
Drepanolejeunea hamatifolia är en bladmossart som först beskrevs av William Jackson Hooker, och fick sitt nu gällande namn av Victor Félix Schiffner. Drepanolejeunea hamatifolia ingår i släktet Drepanolejeunea och familjen Lejeuneaceae. Inga underarter finns listade i Catalogue of Life.